# Весна (хоровая школа)
Де́тская музыка́льная хорова́я шко́ла «Весна́» и́мени А. С. Пономарёва — государственное бюджетное учреждение дополнительного образования города Москвы. Школа выросла из детского хора, который был основан заслуженным артистом РСФСР Александром Сергеевичем Пономарёвым в 1965 году. В 2019 году по итогам ежегодного конкурса Министерства культуры Российской Федерации ДМХШ «Весна» была удостоена звания «Лучшей школы искусств». В 2023 году школа заняла первое место в московском региональном этапе конкурсов «Лучшая детская школа искусств».

## История школы
История школы началась в 1964 году, когда на северо-востоке столицы Александр Пономарёв по просьбе жителей района организовал хоровой кружок для детей. Днём рождения хора считается дата его первого концерта на районном фестивале «Музыкальная весна» — 31 марта 1965 года. Спустя год состоялось первое выступление «Весны» во Всесоюзном доме композиторов, положившее начало широкой концертной деятельности коллектива. Тогда же, в 1966 году хоровой кружок был преобразован в детскую хоровую студию, и, кроме пения, стали проводиться занятия по сольфеджио, музыкальной литературе, игре на музыкальных инструментах. В 1972 году студия была преобразована в вечернюю музыкальную школу. Со временем в школе формируется плеяда концертных коллективов — наряду со Старшим хором «Весна», возникают несколько младших хоров и хор выпускников.
В 1976 «Весна» получила статус бюджетной музыкальной хоровой школы, тогда же состоялись первые зарубежные гастроли Старшего хора в Болгарии. После распада СССР хор «Весна» выезжает на конкурсы за границу. На счету коллектива победы и призовые места конкурсах во Франции, Венгрии, Италии, Испании, Болгарии, Канаде, Бельгии, Латвии, а также две высшие награды в области хорового исполнительства «Гран-при Европы», полученные «Весной» в 2000 и 2017 году.
До мая 2012 года бессменным руководителем школы был Александр Пономарёв. После его кончины Детской музыкальной хоровой школе «Весна» и Старшему хору было присвоено его имя, а в 2015 году на прилежащей к школе территории был установлен памятник основателю работы скульптора Андрея Балашова. С мая 2012 года школой руководит выпускница «Весны», кандидат искусствоведения, профессор Московской консерватории Надежда Аверина.

## Здание школы
Почти 18 лет школа ютилась в нескольких комнатах небольшого детского садика, а ранее в стенах общеобразовательной школы и полуподвале ЖЭКа. Лишь в декабре 1987 года у «Весны» появилось собственное трехэтажное здание по адресу проезд Дежнева, дом 3 — два года продолжалось строительство, в котором принимали участие как педагоги и взрослые, так и сами дети.
В школе есть 3 концертных зала: Органный и Концертный на 200 мест каждый и Камерный на 50 мест. Духовой орган немецкой фирмы A. Schuke «Весна» получила в 1997 году в подарок от города к 850-летию Москвы. В школе есть собственная библиотека и читальный зал, музей истории «Весны» и музей музыкальных инструментов; на территории школы разбит большой сад с прудом.
В 2021 году в рамках городского проекта «Искусство-детям» в школе был сделан капитальный ремонт.

## Творческие коллективы школы
Всего в «Весне» 11 хоровых коллективов — 6 младших хоров, Старший хор «Весна» и хор «Рассвет», а также три коллектива выпускников школы — «Элегия», камерный хор «Мартаккорд» и ансамбль «Эдельвейс». Каждый из этих коллективов является концертным, принимает участие в конкурсах. На сводных концертах школы все хоры соединяются в совместном пении и, таким образом, число поющих достигает нескольких сотен.
Особая творческая дружба связывает «Весну» с Ефремом Подгайцем, который написал множество произведений для хоров различных возрастов и сам на протяжении более 20 лет являлся концертмейстером Кандидатского хора. Михаил Броннер и Владимир Рубин также посвящали «Весне» свою музыку.
Центральный коллектив школы, Старший хор «Весна» им. А. С. Пономарева, ведёт активную гастрольную и концертную деятельность: выступает за рубежом, в городах России и на основных площадках г. Москвы — Большом зале Московской Консерватории, Международном московском Доме музыки, концертном зале «Зарядье».

## Признание Старшего хора
- 2021 — победа в категории «Детские и юношеские хоры» в 56-м Международном хоровом конкурсе Европейского радиовещательного союза «Let the People Sing» (онлайн)
- 2021 — победа в категории «Детские хоры» в 66-м Международном хоровом фестиваль-конкурс в Корке (Ирландия)
- 2020 — золотые медали в категориях «Духовная музыка», «Народная музыка», «Детские и юношеские хоры» Международных хоровых состязаний в Римини (Италия)
- 2019 — победитель общероссийского конкурса «Лучшая детская школа искусств»[17].
- 2019 — победа в категории «Детские и юношеские хоры» Международного хорового конкурса Европейского радиовещательного союза «Let the People Sing»[18].
- 2017 — Гран-при XII Международного фестиваля духовной музыки Silver bells[19][20].
- 2017 — Гран-при Европы по хоровому пению[21].
- 2016 — Гран-при на Международном хоровом конкурсе им. Белы Бартока[22]
- 2015 — почётная грамота Московской городской Думы[23].
- 2014 — победитель Международного хорового фестиваля им. Г. Ф. Генделя[24].
- 2014 — первое место (summa cum laude — с наибольшим почётом) на 62-м Международном хоровом конкурсе в Бельгии[24].
- 2000 — Гран-при Европы по хоровому пению[25].

## Выпускники
За годы существования ДМХШ «Весна» дала первоначальное музыкальное образование около 700 выпускникам, более 100 из которых связали свою профессиональную деятельность с музыкой — певцы, хормейстеры, инструменталисты, музыковеды, композиторы, звукорежиссёры. Среди них преподаватели Московской государственной консерватории им. П. И. Чайковского Надежда Аверина, Александра Максимова, Юлия Тихонова.

## Награды
- Почётная грамота Московской городской думы (1 апреля 2015 года) — за заслуги перед городским сообществом[28].